# Dinkovo, Vidin
Dinkovo (în bulgară Динково) este un sat în comuna Rujinți, regiunea Vidin,  Bulgaria. 

## Demografie
Componența etnică a satului Dinkovo
     Romi (28,93%)
     Bulgari (67,92%)
     Nicio identificare (3,14%)
     Altele (0%)
La recensământul din 2011, populația satului Dinkovo era de 159 locuitori. Din punct de vedere etnic, majoritatea locuitorilor (67,92%) erau bulgari, cu o minoritate de romi (28,93%). Pentru 3,14% din locuitori nu este cunoscută apartenența etnică.